# Parque Minero de La Unión

## Parque Minero
El Parque Minero de La Unión es un parque turístico en el que cada año cientos de personas lo visitan. Este parque permite a las personas conocer el trabajo que hacían los mineros cada día en las minas así como el funcionamiento de las máquinas y como se fabricaban.Este yacimiento histórico está situado en la Comunidad Autónoma de Murcia y que se inauguró el 9 de julio de 2010.

### Localización
Es un parque fantástico que se encuentra en un pueblo de la Región de Murcia que se llama La Unión.A su vez, el parque se extiende sobre una extensa superficie.

### Historia
Se empezó a construir durante el siglo XIX , en su interior tenía un pantano de estériles en donde se acumulaban los residuos de las lavanderas de las minas también tenía un molino de bolas en donde se molía el mineral.Al mismo tiempo, también se pueden encontrar otras máquinas que usaban los mineros.
En los hornos los minerales se calcinaban para limpiar sus residuos ayudados por materiales como leña o carbón y en un principio fueron construidos en Sierra Minera.
Los Polvorines eran lugares donde se almacenaban los explosivos mientras que los lavaderos eran sitios en donde el mineral extraído de la mina se limpiaba y luego se comercializaba y se vendía para obtener un buen producto separando aquel mineral de aquel que no servía ya que esta forma se creaba el concentrado un producto que se vendía y se fabricaba a través del mineral.
Horno de Tostación: en este horno se introducían los minerales que tras haber pasado por un proceso los minerales se enriquecían.Con los minerales también se consiguió un abaratamiento de los costes de fundición.Otro de los elementos característicos que se pueden encontrar en este paisaje es la chimenea-serpentín que perteneció a la Fundición de Plomo Trinidad Rentero que eran galerías de ladrillos hechas en forma de zig zag, estas galerías estaban apoyadas en la ladera del Monte que tenían como objetivo evitar que el plomo gaseoso llegara a la atmósfera en ese estado.
A medida que el humo recorría el serpentín se iba enfriando con lo cual las partículas de plomo que contenía se iban condensando y pegándose en los muros, el humo salía ya frío y limpio de plomo ya que era recuperado posteriormente de las paredes de las galerías. Cerca de ella aún se puede observar un gachero que era un depósito de escorias o de residuos para las fundiciones.

### Flora
Se puede encontrar algunos arbustos alrededor del Parque Minero.
Baladre: es un arbusto perenne con hojas de color verde oscuro, nervio central más claro, muy marcado en el envés. Flores de 4-6 cm de diámetro,rosadas.
Sabina Mora: es una especie que en Europa solo se encuentra en nuestra Sierra y puede admirarse en pequeños grupos esparcidos por toda su superficie, no llega hasta los 8 metros y solo se presenta en climas semiáridos y fue muy abundante hasta mediados del siglo XIX cuando se produce la gran eclosión minera en la zona y su madera comienza a ser utilizada para el funcionamiento de las  galerías.

### Museo Minero
Es un museo que se encuentra actualmente en la Casa del Piñón pero ahora se va a trasladar al nuevo edificio para el Liceo de Obreros. En este museo encontraras muchas herramientas que se utilizaron durante la minería , varias maquetas y salas dedicadas a los mineros que trabajaron durante la etapa minera junto con su fantástica colección de minerales.Aparte en el museo podemos encontrar gran parte de los minerales que se han conservado y recuperado.

### Historia
En el museo se puede encontrar una serie de carburos que han sido donados por mineros de la localidad debajo de cada carburo se encuentra  el nombre de la persona que lo ha cedido también se puede  ver  muchas herramientas rudimentarias ya que muchas de ellas reflejan el duro trabajo de la minería también encontramos los sistemas de arranque pasando por la perforación mecánica, es decir, los martillos perforadores, hasta el arranque con explosivos que constituyen el sistema de arranque y perforación mecánica de la mina.
Entre las distintas herramientas que vamos viendo en el museo nos encontramos con los alicates que es una tenaza pequeña de acero que sirve para coger y sujetar objetos menudos o para torcer alambres delgados y para otras tareas parecidas también están las mechas que es un tubo de algodón, trapo o papel, relleno de pólvora, para dar fuego a minas y barrenos.
Las herramientas se fabricaban generalmente en la maquinista de Levante que fue una industria mecánica y siderometalúrgica fundada en La Unión en 1890 por Miguél Zapata Sáez quién dispuso en sus instalaciones de talleres de fundición y construcción de maquinaria.

## Actualidad
En la actualidad, cada año muchas personas visitan el museo minero para conocer las herramientas que se usaban para trabajar así como todo el proyecto minero mientras que el Parque Minero se convierte en una experiencia que te permite conocer la minería y conocer tanto su ciudad como su patrimonio histórico.